# Львовская национальная музыкальная академия имени Николая Лысенко
Льво́вская национа́льная музыка́льная акаде́мия и́мени Никола́я Лы́сенко (укр. Львівська національна музична академія імені Миколи Лисенка) — один из старейших художественных вузов Украины. Находится в подчинении Министерства культуры и искусств Украины.

## История
В 1820-х в годах стараниями Франца Ксавера Моцарта (сына выдающегося композитора) был открыт певческий институт имени Святой Цецилии. На его основе со временем возникло Галицкое музыкальное общество. В 1839 году в составе Общества был открыт Институт музыки, его возглавил композитор и педагог Иоганнес Рукгабер. В 1852 году наместник Галиции Вацлав Залеский распорядился преобразовать Институт в консерваторию, которая и начала действовать два года спустя. В 1906 году для консерватории было построено новое здание (ныне в нём располагается Львовская филармония), в 1910 году открылся концертный зал. В межвоенный период организационно-финансовое состояние консерватории ухудшалось, кроме того, обострился национальный вопрос, что привело к вытеснению из консерватории украинских кадров и к переименованию в 1939 году Галицкого музыкального общества в Польское музыкальное общество.
Одновременно с этим на рубеже XIX—XX веков во Львове и других городах Галиции со значительным украинским населением возникали музыкально-хоровые общества «Боян», центральными фигурами в их развитии и объединении были Анатоль Вахнянин и Владимир Шухевич. В 1903 году на съезде обществ «Боян» во Львове был основан Союз певческих и музыкальных обществ, а при нём — Высший музыкальный институт. В 1907 году Союз был преобразован в Музыкальное общество имени Николая Лысенко, в дальнейшем и Высший музыкальный институт упоминался как носящий имя Лысенко. С 1913 года институт начал открывать филиалы в соседних городах.
После аннексии Западной Украины Советским Союзом консерватория Польского музыкального общества прекратила своё существование, а на основе Высшего музыкального института была создана Львовская государственная консерватория имени Николая Лысенко, которой вплоть до новой волны сталинских репрессий 1948 года продолжал руководить украинский композитор Василий Барвинский.

## Названия
- 1854 — консерватория
- 1880 — консерватория Галицкого музыкального общества во Львове
- 1903 — Высший музыкальный институт им. Н. Лысенко
- 1939 — Львовская государственная консерватория им. Н. В. Лысенко
- 1992 — Высший государственный музыкальный институт им. Н. В. Лысенко
- 2000 — Львовская государственная музыкальная академия им. Н. В. Лысенко
- 2007 — Львовская национальная музыкальная академия имени Н. В. Лысенко

## Архитектура главного корпуса
Музыкальная академия использует бывшее здание Технологического института (профессионального учреждения для промышленников и ремесленников), построено в 1907—1909 годах архитектором Тадеушем Обминским (архитектурное бюро Ивана Левинского). Здание принадлежит по стилю к модерну. Оно имеет сложную, асимметрическую конфигурацию плана, который обусловливается специфическими форматами участка, на котором велось строительство. Два фасада размещены под углом, повторяя поворот улицы, от них в глубину квартала развивается удлинённый блок здания.
Здание выполнено из кирпича, оштукатурено, трёхэтажное с цокольным этажом. В композиции фасадов преобладают вертикальные членения. Цокольный и первый этаж украшены массивным рустом. Над окнами последнего этажа расположены декоративные вставки, набранные из керамических плиток. На аттике установленные две скульптуры из бетона, которые изображают кузнеца и плотника.
Внутренняя планировка базируется на коридорно-кабинетной системе. Актовый зал украшен пилястрами и полихромией. На лестничной клетке сохранился аутентичный модернистский витраж.

## Структура академии и её инфраструктура

### Факультеты
- фортепианный
- оркестровый — (отделения скрипки, струнных (альт, виолончель, контрабас, арфа), духовых (деревянные, медные) и ударных инструментов; симфонического оркестра; оркестра народных инструментов)
- дирижёрский — (отделения хорового и оперно-симфонического дирижирования)
- вокальный
- теоретико-композиторский — (отделения музыковедения, композиции)

### Кафедры
- фортепиано І
- фортепиано ІІ
- общего и специализированного фортепиано
- скрипки
- струнно-смычковых инструментов
- духовых инструментов
- концертмейстерства
- камерного ансамбля, квартета
- народных инструментов
- оркестрового дирижирования
- сольного пения
- хорового и оперно-симфонического дирижирования
- оперной подготовки
- композиции
- теории музыки
- истории музыки
- этномузыковедения
- музыкальной украинистики
- общественных дисциплин

### Инфраструктура
- библиотека
- оперная студия
- проблемная научно-исследовательская лаборатория музыкальной этнологии.

## Персоналии

### Руководители

#### Консерватория Галицкого музыкального общества
- Иоганнес Рукгабер (1839—1857)
- Кароль Микули (1858—1887)
- Рудольф Шварц (1887—1899)
- Мечислав Солтыс (1899—1929)
- Адам Солтыс (1929—1939)

#### Высший музыкальный институт имени Лысенко
- Анатоль Вахнянин (1903—1908)
- Владимир Шухевич (и. о., 1908)
- Олена Ясеницкая-Волошин (и. о., 1908—1910)
- Станислав Людкевич (1910—1914)
- Василий Барвинский (1915—1939)

#### Львовская государственная консерватория имени Лысенко
- Василий Барвинский (1939—1941 и 1944—1948)
- Сергей Павлюченко (1948—1953)
- Николай Колесса (1953—1965)
- Зенон Дашак (1965—1991)
- Мария Крушельницкая (1991—1999)
- Игорь Пилатюк (с 1999 г.)

## Некоторые факты
В 1941-1944гг. профессор Львовской государственной консерватории Штрикс, а также дирижёр оперы Мунд и другие известные еврейские музыканты находились в Яновском концлагере. Нацисты заставляли музыкантов играть во время пыток и казней заключёенных. Снимок оркестрантов был одним из свидетельств на Нюрнбергском процессе. Накануне освобождения Львова в июне 1944 года все 40 музыкантов были расстреляны.
12 марта 2014 года Львовская национальная музыкальная академия лишила Юрия Башмета звания почётного профессора академии за то, что он поддержал позицию Президента России Владимира Путина во время политического кризиса на Украине и аннексии Крыма Россией .